# حمور زيادة
حمور زيادة مدون وكاتب صحفي وروائي سوداني

## حياته
ولد بالخرطوم بمدينة أم درمان في السودان ونشأ بها.

اشتغل بالمجتمع المدني لفترة ثم اتجه للعمل العام والكتابة الصحفية. فكتب بصحف المستقلة، والجريدة، وأجراس الحرية واليوم التالي.

وتولى مسئولية الملف الثقافي بصحيفة الأخبار السودانية.
تعرض لانتقادات من التيارات المحافظة والإسلامية بالسودان لنشره قصة عن الاعتداء الجنسي على الأطفال، واعتبر جريئاً يكتب ما يخدش الحياء العام للمجتمع.

بعد التحقيق معه تعرض منزله للاقتحام وأحرق في نوفمبر 2009 ولم تعلن أي جهة مسئوليتها عما حدث بشكل رسمي.
كتبت الصحفية السودانية أمل هباني:

"في الأشهر الماضية كان الزميل الكاتب الصحفي والروائي والباحث والمدون الاسفيري حمور زيادة بطلاً لأحداث اعلامية متلاحقة، بسبب كتابته الصحفية حيث يشرف على الملف الثقافي لصحيفة الأخبار، وأثارت إحدى كتاباته القصصية – وهي قصة يروي فيها مشهد اغتصاب طفلة بصورة درامية مؤثرة – ردود أفعال متباينة بين مادح وقادح لهذا النوع من الكتابة الروائية، ومن بين هؤلاء القادحين كان المجلس القومي للصحافة الذي استخدم سلطاته الممنوحة بالقانون وأوقف حمور زيادة من الكتابة في الصحيفة والاشراف الثقافي بحجة الاباحية ونشر الفساد.

ولم تكن هذه هي المرة الأولى التي تتسبب فيها كتابات حمور في جدل محتد، فقبلها كان حمور قد فجر قنبلة اعلامية اثر المعركة القائمة بين الحزب الشيوعي ومجموعة عنف اصولية دخلت دار الحزب الشيوعي بالجريف عشية افتتاحه ووزعت بياناً تكفر فيه الحزب الشيوعي، ففجر حمور مفاجأته التي كشف فيها على الملأ وعبر الفضاء أن شيخ الجماعة الذي يكفر ويهدر الدماء انما هو حرامي ملكية فكرية، لأن فتواه منقولة بالنص من كتاب عبد الله عزام أحد منظري تنظيم القاعدة «السرطان الأحمر»
بعدها ترك السودان في نهاية نفس العام واتجه للإقامة بمصر في مدينة القاهرة.
حيث شارك بالكتابة في مجلة روز اليوسف وجريدة الصباح.

## أعماله
1- سيرة أم درمانية، مجموعة قصصية - عام 2008 عن دار الأحمدي 
2- الكونج - رواية - عام 2010 عن دار ميريت

طبعة ثانية- عام 2015 عن دار العين
قال عنها الروائي المصري إبراهيم عبد المجيد :

«لدي حمور قدرة كبيرة علي التصوير البصري، خاصة انه يتحدث عن قرية تمتلئ بالأساطير وهذا حال أهل أفريقيا كلها، فالقرية محور الرواية تنتمي للثقافة البدائية، وهذا قريب جدا من ادب أمريكا اللاتينية في عالم الأساطير، فهي وسيلة لإقامة عالم أجمل موازيا للواقع المعاش، وتحسب للرواية اللغة والإسلوب العاكس بشكل جيد لهذه الثقافة البدائية بشكل محايد، لكن يؤخذ علي الكاتب أنه في بعض الأحيان طال منه تقديم الشخصيات لكن هذا يحدث في الأعمال الاولي، والرواية ليست تقليدية رغم أنها عن عالم تقليدي لكنها كتبت عن عالم غرائبي نفتقده، وجاءت النهاية كهدف شكلاني وهذا يحدث في تطوير الرواية وليس في الفكرة نفسها، وهذا الجو الغزائبي ليس جديدا لانه موجود منذ ألف ليلة وليلة، سحر العمل يأتي من وسحر المكان ذاته والرواية بها بناء سينمائي يتضح في تقسيم فصولها»
وقال الروائي المصري أحمد صبري أبو الفتوح :

"أنها المرة الاولي التي أقرأ عملا هو أول عمل لكاتبه ويخلو من الترهل والسذاجة وهي السمات التي ترافق الأعمال الاولي غالبا. ويتضح أيضا من قراءة العمل أن الكاتب مقتصد كأنه يزن الجملة، فلا زحام في التعبير ولا سذاجة تنبئ بقلة خبرة بالحياة أو بالموضوع المكتوب، كما لاحظت ان الصوت السردي بالرواية أصيل لا استطيع ان ارده لكاتب بعينه تأثر به حمور.

هناك مجموعة من الكتاب الكبار يقفون عند حدود هذا العمل ويبتسمون، لذا استطاع كاتبه أن يبرز بصوته الخاص وهو كاتب من العيار الثقيل ويحق للسودان أن يفخر به، كما أنه مشغول بالأسئلة الصغيرة التي تحرك الحياة"
وقال الكاتب المصري محمود الورداني:

«أود ان اشير إلي حيلة سردية بالغة التوفيق ولجأ اليها الكاتب في الفصول التالية، وهي رواية الأحداث علي لسان الشخوص وبضمائرهم، لكنهم يحكون عن أحداث وقعت بالفعل ومنذ زمن، وهوالأمر الذي منح السرد حيوية مدهشة، ولا يحكون بصيغة المضارع لحظة وقوع الفعل»
وقالت الناقدة والكاتبة المصرية شيرين أبوالنجا:

«لا يقدم حمور زيادة الشخصيات عبر السرد عنها من وجهة نظر الراوي العليم كما هو معتاد حين التعامل مع عدد كبير منها، بل يمكن الشخصية من تقديم نفسها بنفسها عبر لغتها الخاصة، لتعرض تفسيرها للأحداث ووجهة نظرها في الشخصيات الأخرى. وهى التقنية التي تؤسس الحدث بشكل مبني على المفارقة. ولأن كل القصص حدودها مفتوحة مما يجعلها تستوعب تأويلاً لا نهائياً، فإن الشخصيات تقدم نفسها بسهولة من خلال دور التأويل والحكي الذي تقوم عليه علاقات القرية. ولتعدد التأويل والأصوات يشتبك الجميع لفظاً وفكراً، شكلاً ومضموناً»
3- النوم عند قدمي الجبل - مجموعة قصصية - عام 2014 عن دار ميريت

قال عنها الكاتب والسيناريست المصري بلال فضل:

«حمّور زيادة مقدم بلغة رائعة وأسلوب متميز مجموعة قصص مدهشة بعضها ينتمي إلى مدرسة السهل الممتنع مثل (حكاية حسنة بنت قنديل وما جرى بسببها) و (حِلّة ود أزرق).. وبعضها ممتنع ومش سهل خالص مثل قصة (النوم عند قدمي الجبل) و (عندما هاجرت الداية) وهما من أجمل ما قرأت من قصص قصيرة من ساعة قصص محمد خير وياسر عبد اللطيف».

أعادت دار العين للنشر اصدارها في طبعة منقحة ومصححة في 2019
4- شوق الدرويش - رواية - عام 2014 عن دار العين
قالت عنها الروائية والناقدة المصرية سلوى بكر:

"إن رواية "شوق الدرويش" عمل كبير ومهم وستكون علامة بارزة في تاريخ الأدب السوداني.

الرواية اعتمدت على مساحات واسعة من الوثائق، بالإضافة إلى مرجعيات دينية (إسلامية ومسيحية وأحيانا يهودية)، وكذلك عمدت إلى تضفير الأشعار شعبية والعربية كلاسيكية بالنص، لكن المبهر فيها هو الطرائق التعبيرية وطرائق السرد التي استخدمها الكاتب حمور زيادة، حيث بدى كأنه كاتب مكرس، ممسك بتقنياته السردية بامتياز"
قال عنها الكاتب والصحفي السوداني فيصل محمد صالح:

"هي رواية ممتعة ومشوقة، يستمتع بها من يقرأها، وسيعود لها مرة أخرى، وليس غريبا إن احتلت مقدمة الروايات المرشحة لجائزة البوكر العربية. هي رواية دسمة من حيث الأحداث والشخوص والوقائع، مكتوبة بلغة شعرية رائقة، وباستخدام تكنيك متقدم.

لدينا رواية سودانية كاملة الدسم تستحق أن تنافس بجدارة، دون مجاملة أو طبطبة، على موقع متقدم في مسيرة الرواية العربية، ولنا أن نفخر باسم روائي كبير يحفر لنفسه مكانا متقدما، وبجدارة. اسمه حمور زيادة"
قال عنها الكاتب والناقد السوداني محفوظ بشرى :

«زيادة نجح، في» شوق الدرويش«، في استخدام أكثر المراجع التاريخية عن تلك الفترة، فجمع منها التفاصيل والقصص التي أعاد استخدامها بسيناريوهات خدمت هدف الرواية الأساسي: سرد قصة الإنسان في تحوّلاته الوجودية التي لا يقيّدها زمان أو مكان»
5- الغرق: حكايات القهر والونس - رواية - دار العين للنشر 2018

" نساء حمُّور زيادة كنَّ هنَّ القصة، كل القصة، من مبتدئها غرقاً في النيل، إلى نهايتها غرقاً في النهر ذاته.
«الغرق، حكايات القهر والوَنَس»، رواية تعج بالحياة، مُرَّة في تفاصيلها، وفي مجملها حلوة «زي حلاوة القرطاس».

الروائي سعود السنعوسي

««الغرق» رواية مكتوبة بذكاء وجمال ورشاقة، غمس حمور زيادة سن قلمه في سويداء القلب، فصارت الكلمات نزفاً يفضح نفاقنا المزمن، «الغرق» رواية بديعة تعيد إلينا رائحة الطيب صالح الذي حتماً يطل علينا من السماء الآن مطمئناً إلى أن أرضه الروائية لم يصبها الجدب»

الكاتب د. خالد منتصر 

«سحر هذه الرواية الفاتنة في قوة نماذجها الإنسانية، وفي هذا المزيج المعقد بين الملهاة والمأساة»

الناقد محمود عبد الشكور

«الانحياز للمستضعفين والمهمشين سمة أساسية في كل ما قرأت لحمور زيادة، لكنه ليس انحيازًا فكريًا جامدًا، بل بالأساس انحياز جمالي، يتبدَّى في كل خياراته الأسلوبية، حتى عند اختياره لمفرداته وهو يقترب من تلك الشخصيات»

الروائي محمد عبد النبي
6- حادثة عيش السرايا وما يتعلق بها من وقائع مسلية - رواية - دار العين للنشر 2025

## جوائز
1- جائزة نجيب محفوظ 2014 - الجامعة الأمريكية بالقاهرة. عن روايته «شوق الدرويش».
2- القائمة القصيرة للجائزة العالمية للرواية العربية (بوكر) 2015 - الإمارات العربية المتحدة. عن روايته «شوق الدرويش».
3- جائزة لجنة التحكيم التقديرية من معهد العالم العربي بباريس، عن رواية الغرق.
4- القائمة القصرة لجائزة ليه لورينتال الفرنسية

## تراجم
ترجمت أعماله إلى اللغة الإنجليزية والفارسية والفرنسية والصينية والصربية والايطالية. وصدرت ترجمة إنجليزية عن روايته «شوق الدرويش» عن دار Hoopoe في 2016، ترجمو جوناثان رايت وترجمت إلى اللغة الفارسية [23]
وترجمت روايته «الغرق - حكايات القهر والونس» إلى اللغة الفرنسية، عن دار أكت سود [24]

## معالجات درامية
تم تحويل قصته النوم عند قدمي الجبل إلى فيلم روائي طويل بعنوان ستموت في العشرين سيناريو وحوار أمجد أبوالعلاء ويوسف إبراهيم واخراج أمجد أبو العلاء.

حصل الفيلم على عدة جوائز منها جائزة أسد المستقبل بمهرجان فينيسيا 76 وجائزة نجمة مهرجان الجونة السينمائي الذهبية وجائزة أكثر الأفلام الأفريقية تأثيراً وحصلت شركة تيم وان على حقوق تحويل رواية الغرق الى عمل درامي

## نشاطات ثقافية
1- شارك زيادة بالتحكيم في عدة منح من مؤسسات ثقافية مثل المورد الثقافي وغيرها.
2- شارك بالتحكيم في الجائزة العالمية للرواية العربية -البوكر العربية، دورة 2024.
3- شارك في الاشراف على ورشة الجائزة العالمية للرواية العربية الابداعية 2016، مع الروائي محمد حسن علوان  وقدم العديد من ورش الكتابة في السودان والكويت،والسعودية وغيرها.
4- شارك متحدثاً في عدة فعاليات ثقافية ومراكز ثقافية كبرى، مثل المكتبة البريطانية بلندن، ومعهد بوزار ببروكسل، ومعهد العالم العربي بباريس ،ومركز الشيخ ابراهيم بالبحرين ، ومركز الشيخ جابر الأحمد بالكويت  غيرها.
5- اختارت The Wall Street Journal رواية الغرق - حكايات القهر والونس كواحدة من أفضل 5 روايات في القرن الافريقي عام 2023 
5- اختارت مجلة The National روايته شوق الدرويش ضمن قائمة أهم 50 رواية عربية في الربع الأول من القرن 21.